# 鳥栖市立若葉小学校
鳥栖市立若葉小学校（とすしりつわかばしょうがっこう）は、佐賀県鳥栖市古賀町にある公立小学校。

## 概要
歴史
1978年（昭和53年）4月、鳥栖市古賀町に開校する。鳥栖市の北部に位置し、鳥栖市立田代中学校区にある。学校附近の標高は約36メートル。
校歌
1979年（昭和54年）に開校1周年を記念して制定される。作詞は西村伸広（訂補は古賀哲）、作曲は陶山聡による。
特色ある教育活動
鳥栖市では、国際交流（多文化共生）基本方針を策定しているが、小学校では外国語授業や国際交流を推進している。
中学校との連携
2013年（平成25年）度から、全小中学校での「併設型小・中学校」における「施設分離型」による小中一貫教育を実施した。
通学区域
2021年（令和3年）2月25日現在、通学区域は以下の通り
鳥栖市の後に「古賀町、萱方町、浅井町、河内町、牛原町の一部（529番地～562番地）、養父町の一部（28番地1～62番地8、467番地1～505番地）、神辺町（行政区が神辺合町の地域と、大木川以東かつ筑紫野バイパス以南の地域を除く）が続く地域。中学校区は鳥栖市立田代中学校。

## 沿革
開校に向けて
- 1976年（昭和51年）3月 - 鳥栖市実施計画の中で1978年（昭和53年）4月開校を目標とする。
- 1977年（昭和52年）
  - 5月 - 新設小学校建築が認可される。
  - 6月 - 第一期工事を開始。
  - 9月 - 校名を「鳥栖市立若葉小学校」と決定。
  - 11月 - 鳥栖市立若葉小学校設置届を提出。
- 1978年（昭和53年）
  - 2月 - 新校舎（第一期工事）が完成。
  - 3月 - 屋内運動場が完成。

開校後
- 1978年（昭和53年）
  - 4月1日 - 「鳥栖市立若葉小学校」（現校名）が開校。12学級、児童数427名、教職員17名、市職員5名でのスタートとなる。
  - 4月10日 - 開校式を挙行。
  - 7月10日 - プールが完成。
  - 9月 - 若葉小学校PTAが結成される。
  - 10月1日 - 校章を決定。
- 1979年（昭和54年）
  - 2月19日 - 第二期工事が完了し、管理棟（校長室・職員室・事務室・保健室および特別教室）が完成。
  - 3月4日 - 開校1周年を記念し、校歌を制定。
- 1981年（昭和56年）2月 - 第三期増設工事（図工室・教室5）が完成。運動場にアスレチック遊具を設置。
- 1996年（平成8年）
  - 7月 - 屋内運動場の大規模改造工事が完了。
  - 11月 -「なかよし会」建物が完成。
- 1997年（平成9年）2月 - 特殊学級を設置。
- 2001年（平成13年）10月 - プールの大規模改修工事が完了。
- 2004年（平成16年）1月 - 南校舎と給食室の大規模改造工事が完了。
- 2006年（平成18年）
  - 2月 - 北校舎、パソコン室の大規模改造工事が完了。
  - 12月 - 創立30周年記念式典を挙行。
- 2007年（平成19年）11月 - 体育館の耐震補強工事を実施。
- 2013年（平成25年）4月1日 - 「併設型小・中学校」における「施設分離型」による小中一貫教育を実施[3]
- 2015年（平成27年）
  - 3月 - 普通教室に空調設備（エアコン）を設置。
  - 7月 - 全学級に電子黒板を整備。（鳥栖市内全小中学校）

## 学校周辺
- 鳥栖市若葉まちづくり推進センター
- 萱方町公民館
- 浅井簡易郵便局
- 国道34号
- 県道17号